# Ehe-Ring frei!
Ehe-Ring frei! war eine Samstagabendshow im Fernsehen der DDR und neben Gehupft wie gesprungen eine der ersten Quiz- und Spielshows zum Thema Beziehungen und Partnerschaft des Landes. Ehe-Ring frei! zählte zu den beliebtesten Show-Formaten der damaligen Zeit.

## Sendung
Unter dem Motto „voreheliches Examen“ traten bei Ehe-Ring frei! unverheiratete junge Paare gegeneinander an. In vier Spielrunden wurden verschiedene Wettkämpfe, Wissens- und Geschicklichkeitsspiele ausgetragen. Als Hauptpreis gewann das im Finale siegreiche Paar eine komplette Wohnzimmereinrichtung.
Showmaster Wolfgang Reichardt, der bereits von 1955 bis 1957 die Spielshow Sehen – Raten – Lachen moderierte, entwickelte das Konzept für Ehe-Ring frei! gemeinsam mit dem Redakteur Günter Kersten. Alle Episoden wurden live mit Saalpublikum aus dem Kulturpalast „Wilhelm Pieck“ in Bitterfeld gesendet.

## Sonstiges
In einer Episode von Ehe-Ring frei! hatte der Puppenspieler Heinz Schröder, der spätestens in den 1960er Jahren wegen seiner „Märchenwald“-Puppen wie Pittiplatsch, Buddelflink oder Herr Fuchs große Bekanntheit erlangte, einen seiner ersten Auftritte vor einem Live-Publikum. Schröder spielte die Handpuppe „Fritzchen“, ein Riesenbaby, welches vom Moderator auf die Bühne geschoben wurde und den Kandidaten Quizfragen stellte. Schröder selbst befand sich während des Auftritts in einem speziell angefertigten Kinderwagen, den er eigenständig bewegen konnte und aus dem lediglich der Kopf der Puppe herausschaute.